# Viktor Oliva
Viktor Oliva (24. dubna 1861 Nové Strašecí – 5. dubna 1928 Praha) byl český malíř a ilustrátor období pozdního historismu, impresionismu a secese.

## Život a činnost

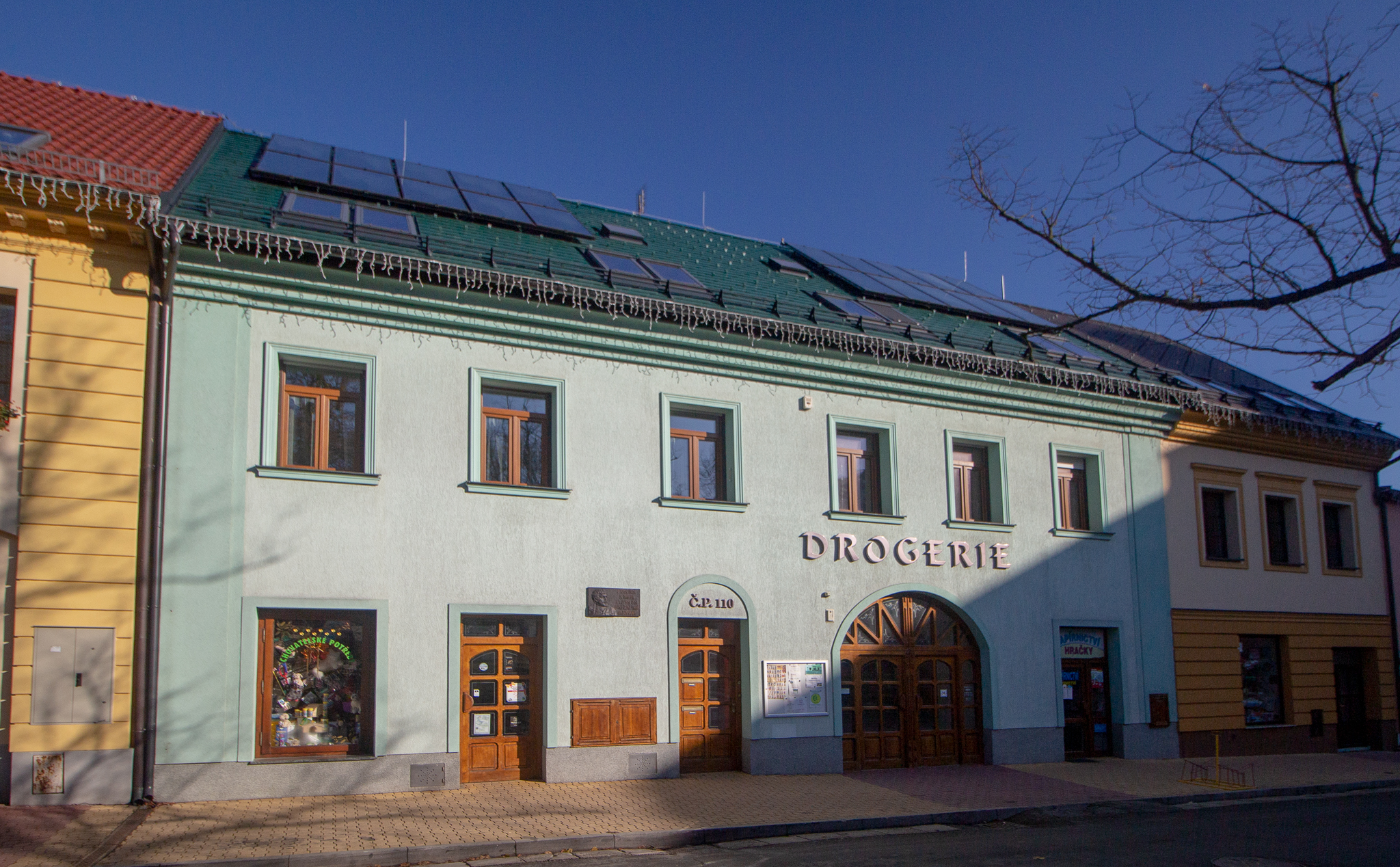
Rodný dům Viktora Olivy v Novém Strašecí

Narodil se v Novém Strašecí do rodiny . V letech 1879–1883 studoval malbu na Akademii výtvarných umění v Praze, kde byl žákem plzeňského rodáka Františka Sequense. Roku 1888 byl na studijním pobytu v Paříži. Dále studoval také na mnichovské Akademii.
V kostele svatého Mikuláše se 2. července 1896 oženil s Annou Adamcovou (1874–1950). Z manželství, které skončilo v roce 1901 rozvodem, vzešla dcera Anna a syn Viktor.
Viktor Oliva navrhoval plakáty, knižní vazby, knižní ilustrace. Pracoval pro pražské nakladatelství Jan Otto, byl vedoucím redaktorem obrazové části časopisu Zlatá Praha. Dále se spřátelil s pražským nakladatelem Františkem Topičem, pro něhož navhoval knižní grafiku a vedl dramaturgii Topičova salónu. 
Okolo roku 1897 vypracoval návrh průčelí, a patrně i prvků interiérů, budovy České průmyslové banky architekta Friedricha Ohmanna v pražské ulici Na příkopě, která bývá považována za vůbec první budovu se secesními prvky postavenou v Praze (v letech 1936 až 1938 zbořena a nahrazena funkcionalistickým palácem Broadway). 
Zemřel 5. dubna 1928 v Praze a byl pohřben na Olšanských hřbitovech.

## Dílo

### Obrazy
- nástropní obraz ve Velkém sále Měšťanské besedy v Plzni
- panoramatický obraz Prahy ve vestibulu budovy Muzea hl. m. Prahy v Praze na Florenci
- obraz Piják absintu, olejomalba v Kavárně Slavia v Praze
- čtyři figurální výplně (Hudba, Tanec, Jídlo, Sport) na stropě tanečního sálu paláce Žofín na Slovanském ostrově v Praze

### Plakáty a knižní grafika
- Ottovo nakladatelství, časopis Zlatá Praha
- Šimáčkovo nakladatelství
- Topičův nakladatelský dům

### Ilustrace knih
Vedle předčasně zemřelého Luďka Marolda byl nejúspěšnějším českým ilustrátorem knih a časopisů v období od konce historismu do secese.
- Pravý výlet pana Broučka do měsíce (1889)
- Pestré cesty po Čechách (1891)
- PRALES. Obraz ze života mexických indiánů (1892)
- album Stará Praha (s Eduardem Heroldem)
- Hradčanské písničky (1903)
- Kalevala (1908)
- Pařížští Mohykáni I, II (1908–1909)

## Galerie

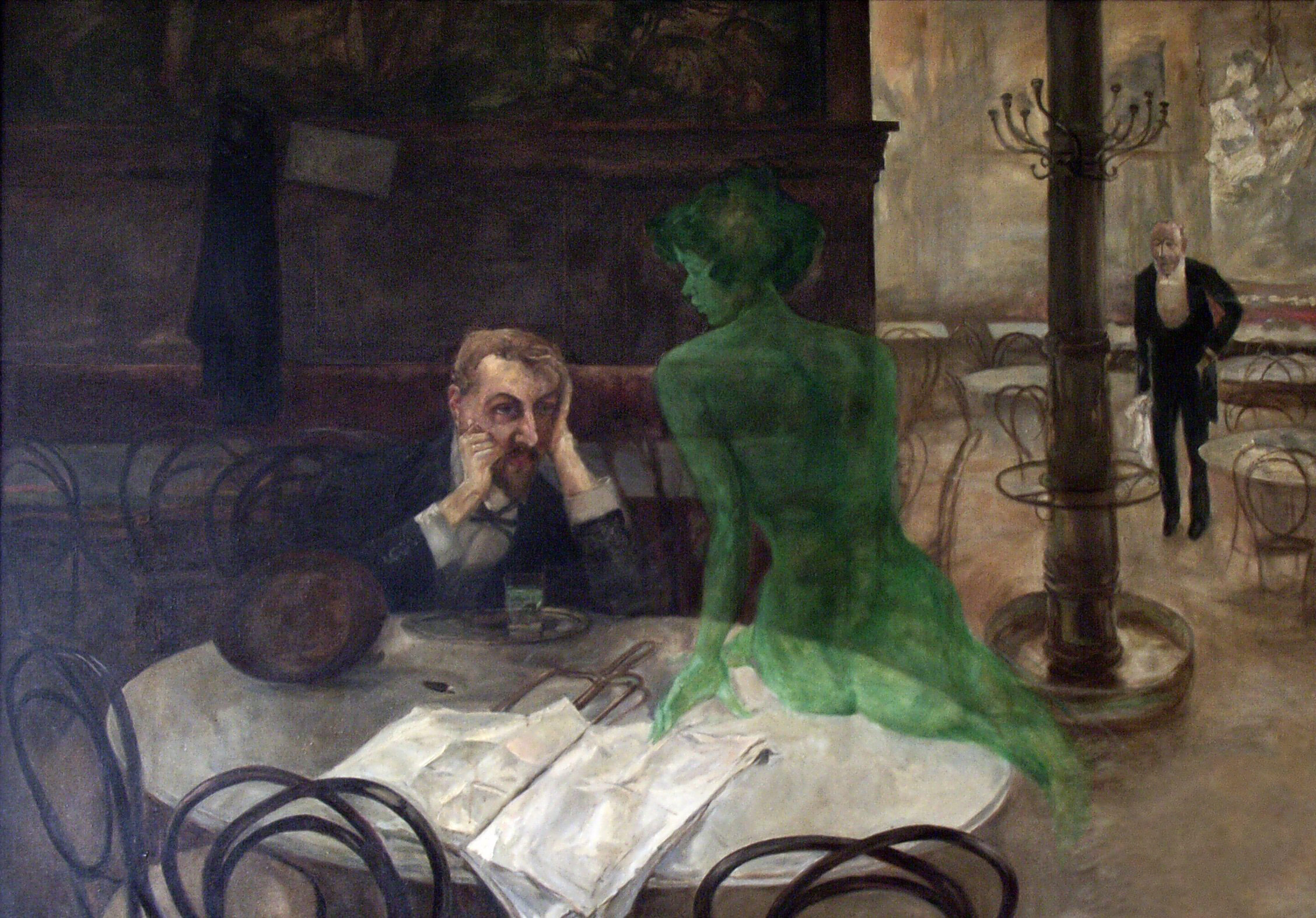
Viktor Oliva – Piják absintu v kavárně Slavia (1901)
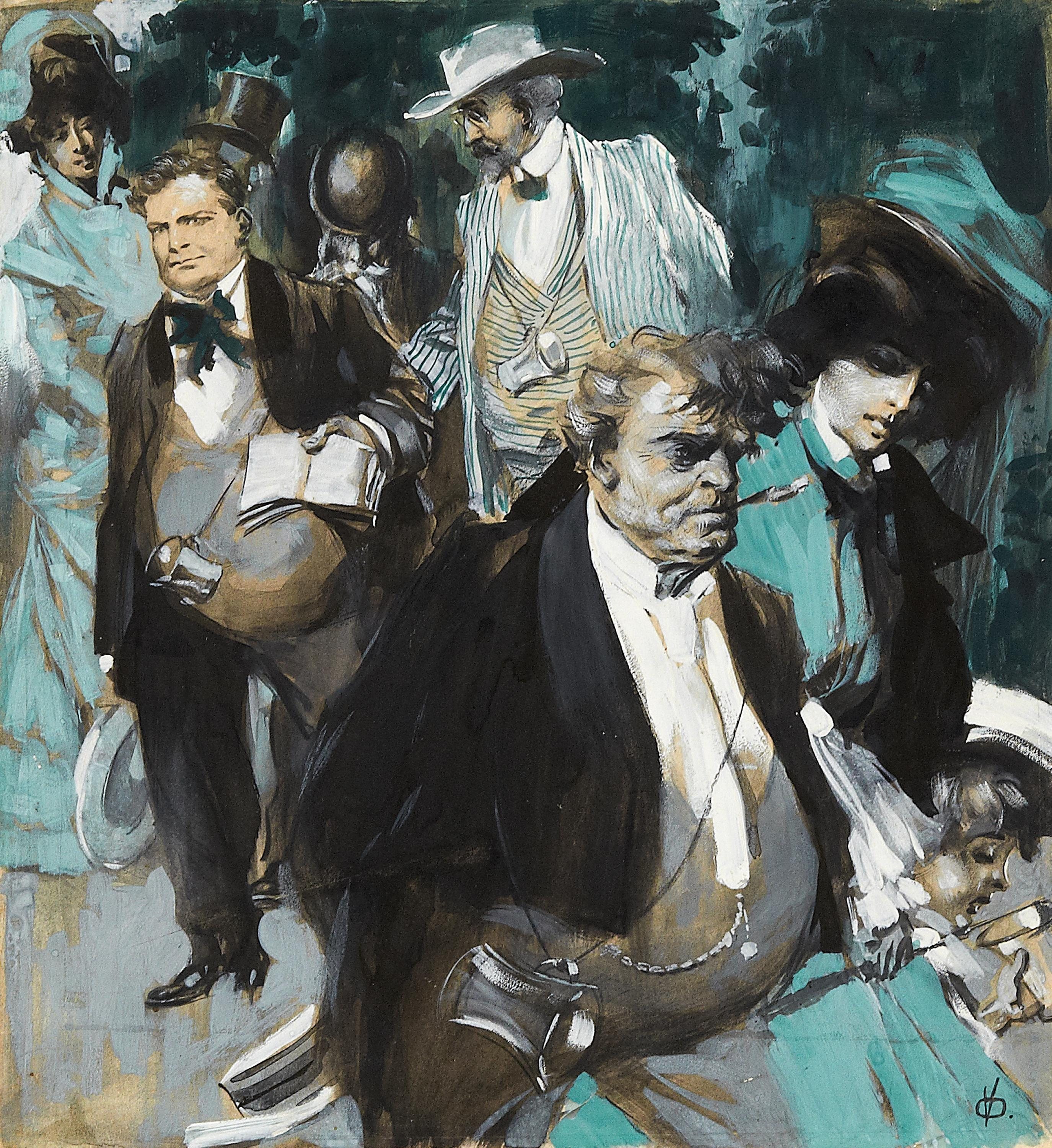
Viktor Oliva – V lázních (1928)
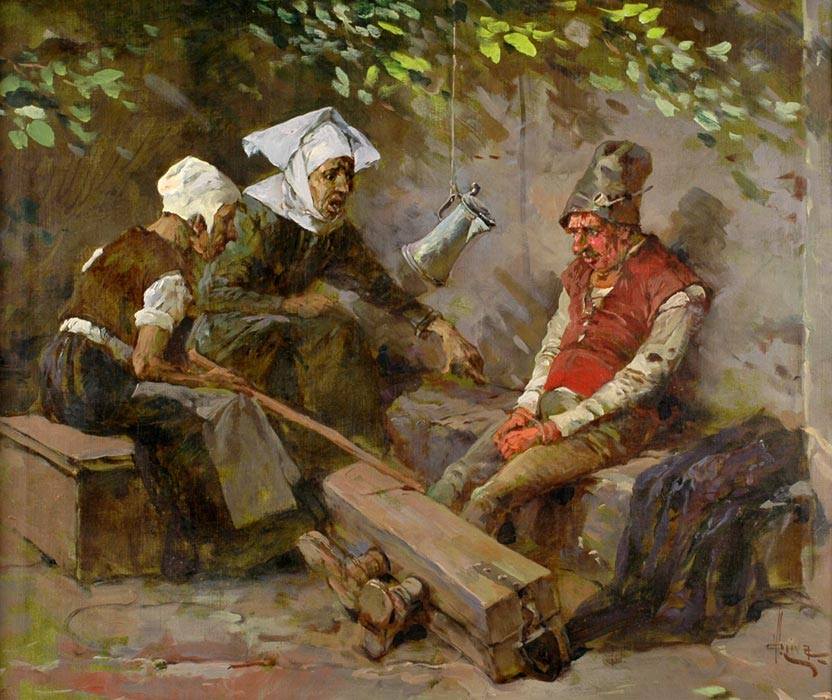
Viktor Oliva – V kládě
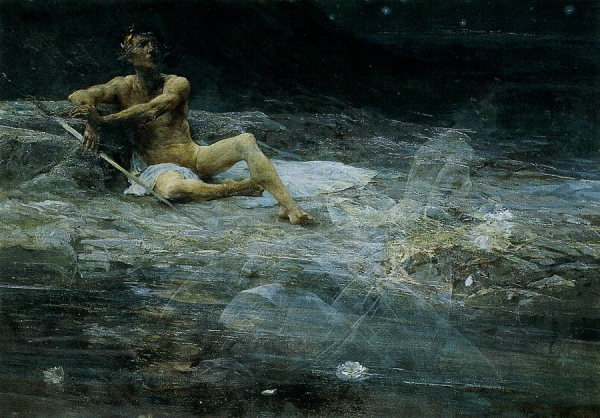
Viktor Oliva – Zapadající ideál
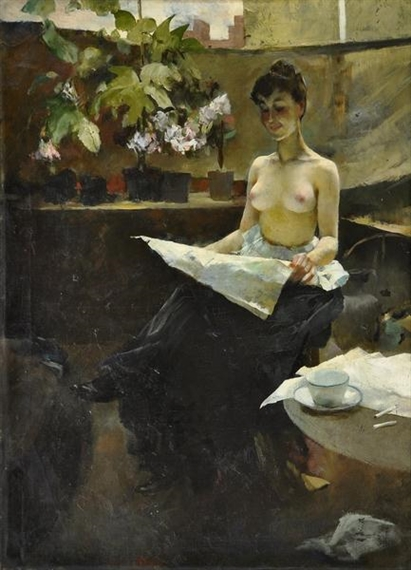
Viktor Oliva – Krásná modelka
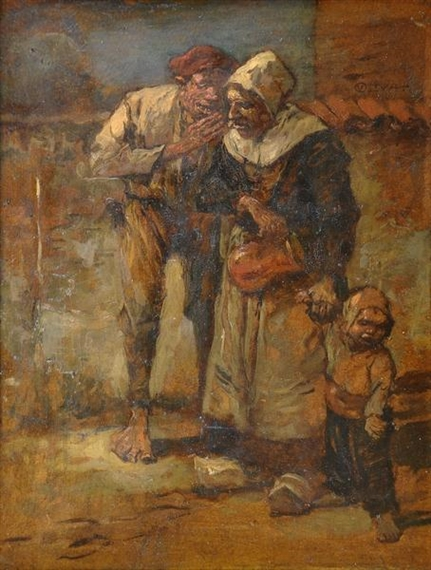
Viktor Oliva – Tajemství